# Baia Albertini
La baia di Albertini è una baia a Nord della Terra di Nord Est (Nordaustlandet), un'isola a Nord-Est delle Isole Svalbard. 

## Descrizione
La baia che si affaccia sull'Oceano Artico si trova sulla costa settentrionale dell'isola (Austfonna), ed ad Est del Finn Malmgrenfjorden prospiciente il promontorio Bergstromodden, sulla Orvin Land, ed ad Ovest di Capo Bruum.
A Sud della baia è presente il Ghiacciaio Schweigaardbreen.
La baia presenta un'estensione di circa 4,5 km.
Coordinate geografiche decimali: lat = 80.251389, lon = 24.934722.

## Denominazione
La baia prende il nome dall'ingegnere italiano Gianni Albertini che partecipò attivamente alla missione del Gen. Umberto Nobile, ed alle operazioni di salvataggio seguite dopo il rilevamento degli SOS trasmessi dagli uomini della Tenda Rossa, sopravvissuti dopo lo schianto del Dirigibile Italia sul pack artico, a nord del Nordaustlandet nel 1928.
La spedizione Albertini alla ricerca dei naufraghi, impiegò la goletta "Heimen" precedentemente adibita alla cattura delle foche, iniziando le attività a partire proprio da quella baia, presso la quale stabilì un Campo base d'appoggio per la pattuglia Albertini-Matteoda su slitta trainata da 14 cani.